# سينان باشا
سينان باشا هي مدينة من محافظة أفيون قره حصار، تركيا. تبلغ مساحتها 845 كيلو متر مربع، ويبلغ عدد سكانها 42294 نسمة حسب تعداد عام 2010.